# Sirenen från Mississippi
Sirenen från Mississippi (franska: La Sirène du Mississippi) är en fransk-italiensk dramafilm från 1969 i regi av François Truffaut.
Filmen bygger på Cornell Woolrichs roman Ljuva Bonny - farliga Bonny.

## Rollista i urval
- Catherine Deneuve - Julie Roussel, alias Marion Vergano
- Jean-Paul Belmondo - Louis Mahé
- Michel Bouquet - Comolli, privatdetektiv
- Nelly Borgeaud - Berthe Roussel
- Marcel Berbert - Jardine
- Martine Ferrière - Mme. Travers